# Conlie
Conlie – miejscowość i gmina we Francji, w regionie Kraj Loary, w departamencie Sarthe.
Według danych na rok 2010 gminę zamieszkiwały 1902 osoby, a gęstość zaludnienia wynosiła 111 osób/km².